# Кортезе, Леонардо
Леонардо Кортезе (творческий псевдоним — Лео Пассаторе) (итал. Leonardo Cortese; 24 мая 1916, Рим, Италия — 31 октября 1984, там же) — итальянский актёр театра, кино и телевидения, режиссёр, сценарист и театральный критик.

## Биография
Родился в семье неаполитанского импресарио и журналиста. Изучал право в университете. Закончил Национальную академию драматического искусства в Риме.
С 1938 года снимался в кино. В 1940—1941 годах выступал на театральной сцене. С 1942 года — артист труппы Эрмете Цаккони, затем — в Театре делле Арти в Риме.
С момента своего дебюта в кино стал очень популярным, которая продолжилась и после окончания Второй мировой войны. В начале 1950-х годов стал меньше сниматься в кино, чтобы посвятить себя возникшему телевидению, как в качестве актёра, так и в качестве режиссёра.
За творческую карьеру сыграл в 45 кинофильмах, выступил режиссёром 21 телефильма и мини-сериала, сценаристом 6 фильмов и сериалов.

## Избранная фильмография

### Актёр
- Жанна Доре / Jeanne Doré — Жак Доре (1938)
- Вдова / La vedova (1939)
- Отец на ночь / Papà per una notte — Жак Фонтаж (1939)
- Сельская честь / Cavalleria rusticana (1939)
- Романтическое приключение / Una romantica avventura — граф (1940)
- Первая любовь / Primo amore — Пьетро Реди/Петер Рид (1941)
- Джулиано Медичи / Giuliano de' Medici — Джулиано Медичи (1941)
- Королева Наваррская / Regina di Navarra — Энрико д’Альберт (1942)
- Счастливые дни / Giorni felici — Оливеро (1942)
- Да, синьора / Sissignora — Витторио (1942)
- Гарибальдиец в монастыре — граф Франко Амидеи (1942)
- Три орлёнка / I 3 aquilotti — Марко (1942)
- Дьявол в колледже / Il diavolo va in collegio — Родолфо (1944)
- Прощай, любовь / Addio, amore! — Луиджи Карачиолло (1944)
- Стрела в боку / La freccia nel fianco — Брунелло (1945)
- Муж-бедняк / Il marito povero (1946)
- Пути греха / Le vie del peccato — Дон Роберто (1946)
- Фиакр № 13 / Il fiacre n. 13 — Андреа (1948)
- Пламя, которое никогда не потухнет / La fiamma che non si spegne — Джузеппе Манфреди (1949)
- Капитан Венеции/ Il capitano di Venezia — Риззардо (1951)
- К чёрту славу / Al diavolo la celebrità (1951)
- Адриана Лекуврёр / Adriana Lecouvreur —  граф де Хазеул (1955)
- Капитан Фракасс (мини-сериал) / Capitan Fracassa (1958)
- Остров сокровищ (мини-сериал) / L’isola del tesoro (1959)
- Валиант / The Valiant (1962)
- Россия под следствием / Russia sotto inchiest (1962)
- Луиза Сан-Феличе (мини-сериал) / Luisa Sanfelice (1963)

### Режиссёр
- Статья 519 Уголовного кодекса / Art. 519 codice penale (1952)
- Россия под следствием / Russia sotto inchiest (1962)
- Так, для удовольствия/ Così per gioco (1979)

## Сценарист
- Статья 519 Уголовного кодекса / Art. 519 codice penale (1952)